# Královská Výsost
Jeho/Její královská Výsost (anglicky: His/Her Royal Highness (HRH); německy: Königliche Hoheit (KH)) je oslovení používané v monarchiích nebo v panovnických rodech pro korunního prince, korunní princeznu a ostatní syny a dcery vládnoucího krále. Dále se oslovení královská Výsost používá pro vládnoucího velkovévodu a velkovévodkyni. Ostatní členové velkovévodského rodu mají nárok na oslovení Výsost nebo Velkovévodská Výsost.

## Španělsko
Ve Španělsku nosí kníže nebo kněžna z Asturie, jeho nebo její manžel nebo manželka a španělští infanti oslovení královské Výsosti. Infanti jsou děti panovníka a děti knížete nebo kněžny z Asturie. Jejich manželé a manželky nejsou po svatbě infanty a nenesou oslovení královské Výsosti, ačkoli obvykle nesou vévodský titul svého manžela či manželky spolu s oslovením Excelentní, který také používají děti španělských infantů a grandů.
Manžel vládnoucí královny nese titul prince a oslovení královské Výsosti, ačkoli poslednímu mužskému choti, manželovi královny Isabely II., byl udělen titul král manžel s oslovením Veličenstvo.
Konečně, regent nepatřící do královské rodiny v případech stanovených zákonem by nesl jednodušší oslovení Výsosti.